# سفارت استونی در لندن
سفارت استونی در لندن (به انگلیسی: Embassy of Estonia) یک منطقهٔ مسکونی و نمایندگی سیاسی این کشور در بریتانیا است که در لندن واقع شده‌است.